# Ani DiFranco
Ani DiFranco — дебютный альбом певицы Ани ДиФранко, выпущенный в 1990 году.

## Список композиций
1. «Both Hands» — 3:38
2. «Talk to Me Now» — 4:29
3. «The Slant» — 1:36
4. «Work Your Way Out» — 4:08
5. «Dog Coffee» — 2:56
6. «Lost Woman Song» — 4:50
7. «Pale Purple» — 4:02
8. «Rush Hour» — 5:03
9. «Fire Door» — 2:42
10. «The Story» — 3:30
11. «Every Angle» — 2:44
12. «Out of Habit» — 2:45
13. «Letting the Telephone Ring» — 4:30

## Состав группы
- Ани ДиФранко — гитара, вокал

## Над альбомом работали
- Продюсеры — Ани ДиФранко, Дейл Андерсон
- Звукорежиссёр — Джон Карузо
- Мастеринг — Эд Стоун
- Фотография — Скотт Фишер
- Кавер альбома — Дейв Майнцер